# Tous les dieux du ciel
Pour plus de détails, voir Fiche technique et Distribution.
Tous les dieux du ciel est un film français réalisé par Quarxx, sorti en 2018.

## Synopsis
Simon, ouvrier métallurgique, doit s'occuper de sa sœur handicapée à la suite d'un accident avec une arme à feu étant jeune. Il suit également des séances chez un psychiatre. Il organise un plan pour s'en sortir.

## Fiche technique
Sauf indication contraire, les informations mentionnées dans cette section peuvent être confirmées par la base de données cinématographiques Unifrance,  présente dans la section « Liens externes ».
- Titre original : Tous les dieux du ciel
- Réalisation et scénario : Quarxx
- Musique : Kevin Simon
- Décors : Julia Mourot et Thibault Pinto
- Costumes : Morgane Thos
- Photographie : Antoine Carpentier
- Son : Benjamin Leray
- Montage : Rémi Orth et Quarxx
- Production : Vincent Brançon et François Cognard
- Production associée : Giles Daoust et Catherine Dumonceaux
- Coproduction : Dominique Marzotto et Quarxx
- Sociétés de production : To Be Continued et Tobina Films ; Transgressive Production (coproduction)
- Société de distribution : To Be Continued
- Pays de production :  France
- Langue originale : français
- Format : couleur
- Genre : drame, horreur, science-fiction
- Durée : 102 minutes
- Dates de sortie :
  - États-Unis : 23 septembre 2018 (Fantastic Fest)
  - France : 5 décembre 2018 (Paris International Fantastic Film Festival) ; 15 mai 2019 (sortie nationale)
  - Suisse romande : 9 juillet 2019 (Festival international du film fantastique de Neuchâtel 2019)
- Classification CNC : interdit aux mineurs -12 ans avec avertissement « Les traitements infligés par un frère paranoïaque à sa sœur handicapée peuvent heurter un jeune public. »[1]

## Distribution
- Jean-Luc Couchard : Simon Dormel
- Mélanie Gaydos : Estelle Dormel
- Zélie Rixhon : Zoé Debart
- Thierry Frémont : Antoine
- Albert Delpy : Dédé
- Loïc Houdré : M. Martini
- Sebastian Barrio : le commissaire Lavant
- Lisa Livane : la mère de Simon et Estelle
- David Salles : le père de Simon et Estelle

## Accueil

### Critiques
Le film reçoit une note moyenne de 3.1⁄5 sur Allociné.
Le Parisien dit que c'est « un film comme vous n'en verrez pas tous les jours ».
Télérama est par contre assez déçu : « L’intrigue, qui tourne autour de la relation malsaine entre un ouvrier dépressif et sa sœur handicapée, est parasitée par des personnages fades et un ésotérisme horripilant ».